# Vietteania pyrostrota
Vietteania pyrostrota là một loài bướm đêm trong họ Noctuidae.